# Vera (Argentina)
Vera è una città dell'Argentina settentrionale, situata nella provincia di Santa Fe è il capoluogo dell'omonimo dipartimento.
Fu fondata nel 1892 dal proprietario terriero Eugenio Alemán poco dopo l'arrivo del Ferrocarril Provincial de Santa Fe (Ferrovia provinciale di Santa Fe), ottenne lo status di municipio il 24 giugno 1954.
I suoi primi abitanti, dopo un intervento contro gli originari abitanti del luogo, furono i changarines e i mercanti che si ritrovavano attorno ai binari del treno.
Nel corso della sua storia la città ha assunto diversi nomi: La Curva, Jobson, Jobson Vera, Gobernador Vera e infine Vera.